# Conjunt de la plaça Major de Palafolls
El Conjunt de la plaça Major de Palafolls és una obra de Palafolls (Maresme) protegida com a bé cultural d'interès local.

## Descripció
És un conjunt format per tres cases entre mitgeres de planta baixa i primer pis de principis del segle xx. Tenen dos eixos d'obertures amb un balcó corregut al primer pis. Presenten elements decoratius a la planta baixa, a les cornises i en un cas als trenca aigües.